# مانويل دومينغيز
مانويل دومينغيز هو سياسي أمريكي، ولد في 1804 في كاليفورنيا العليا في الولايات المتحدة، وتوفي في 1882.